# Lassouts
Lassouts (okzitanisch Las Sots) ist eine französische Gemeinde mit 318 Einwohnern (Stand 1. Januar 2022) im Département Aveyron in der Region Okzitanien (vor 2016 Midi-Pyrénées). Sie gehört zum Arrondissement Rodez und zum Kanton Lot et Palanges. Die Einwohner werden Lassoutois genannt.

## Geographie
Lassouts liegt etwa 38 Kilometer ostnordöstlich von Rodez. Der Lot begrenzt die Gemeinde im Norden. Umgeben wird Lassouts von den Nachbargemeinden Saint-Côme-d’Olt im Norden, Castelnau-de-Mandailles im Norden und Nordosten, Sainte-Eulalie-d’Olt im Osten und Südosten, Palmas d’Aveyron im Süden, Gabriac im Süden und Westen sowie Espalion im Westen und Nordwesten.

## Bevölkerungsentwicklung
| Jahr                       | 1962 | 1968 | 1975 | 1982 | 1990 | 1999 | 2006 | 2019 |
| Einwohner                  | 613  | 513  | 420  | 382  | 349  | 326  | 313  | 306  |
| Quellen: Cassini und INSEE |      |      |      |      |      |      |      |      |

## Sehenswürdigkeiten
- Kirche Saint-Jacques aus dem 15. Jahrhundert, Monument historique seit 1927
- Kapelle Saint-Laurent aus dem 12. Jahrhundert, seit 1981 Monument historique
- Burgruine Roquelaure aus dem 11. Jahrhundert, seit 1981 Monument historique

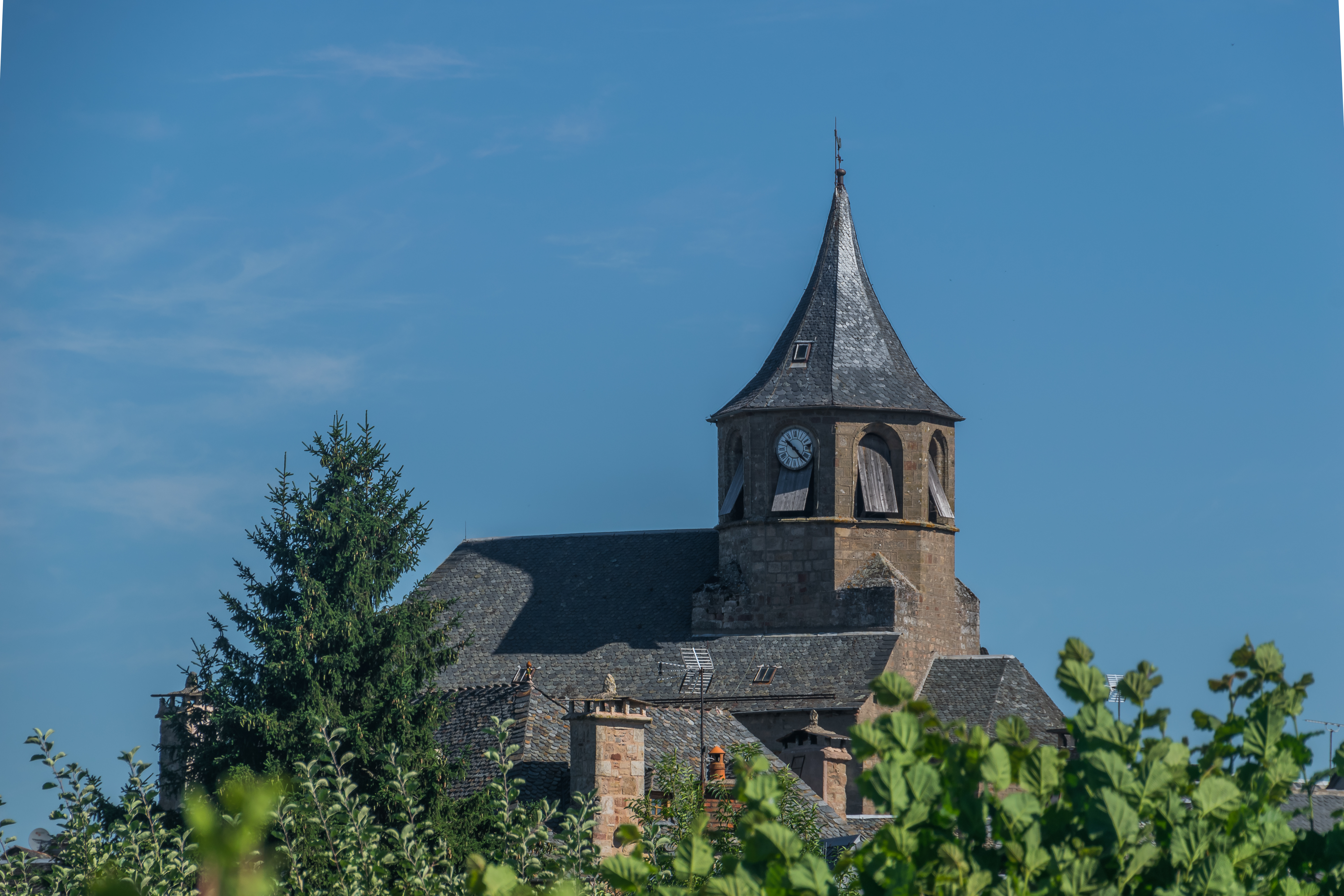
Kirche Saint-Jacques
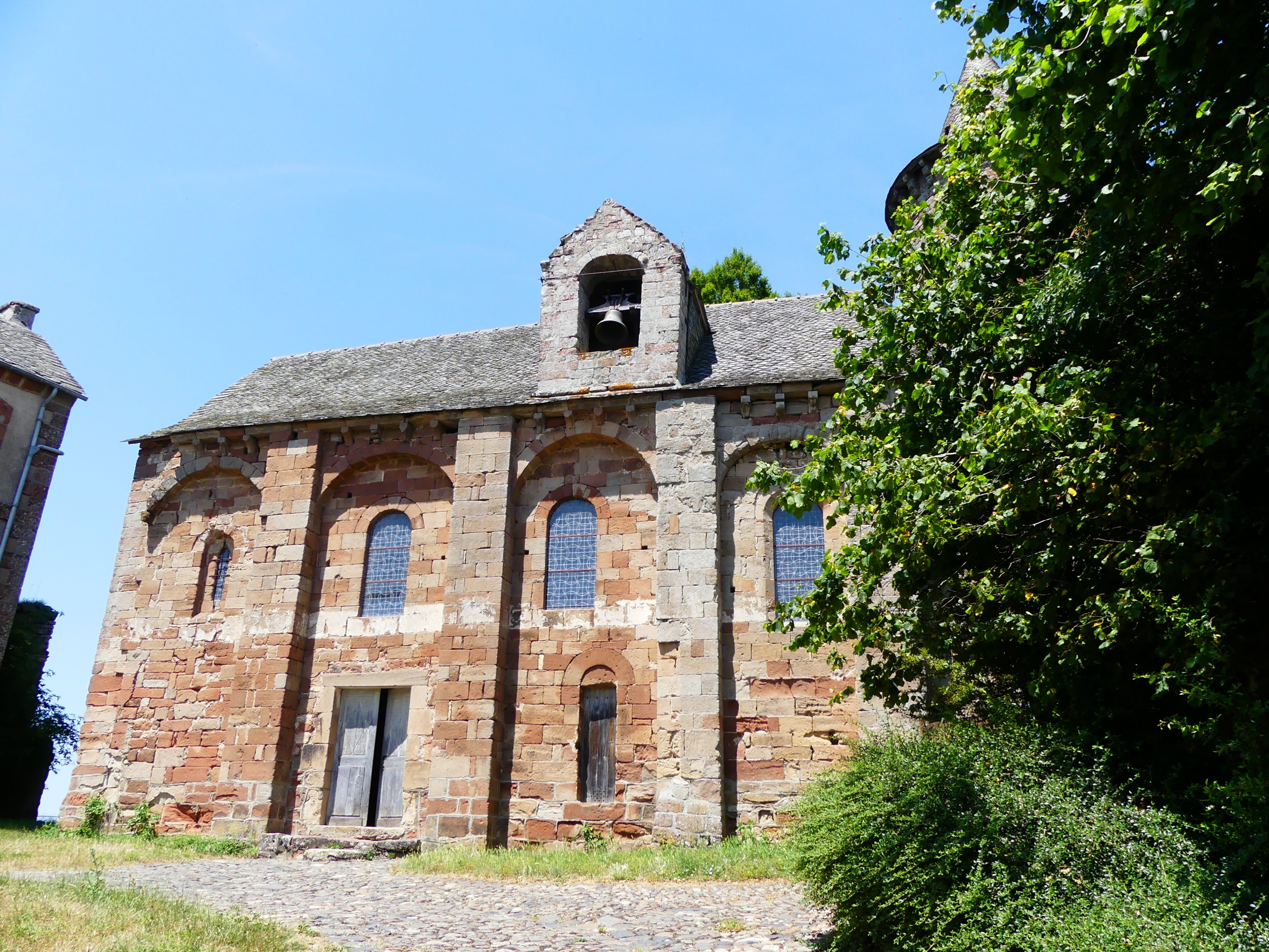
Kapelle Saint-Laurent
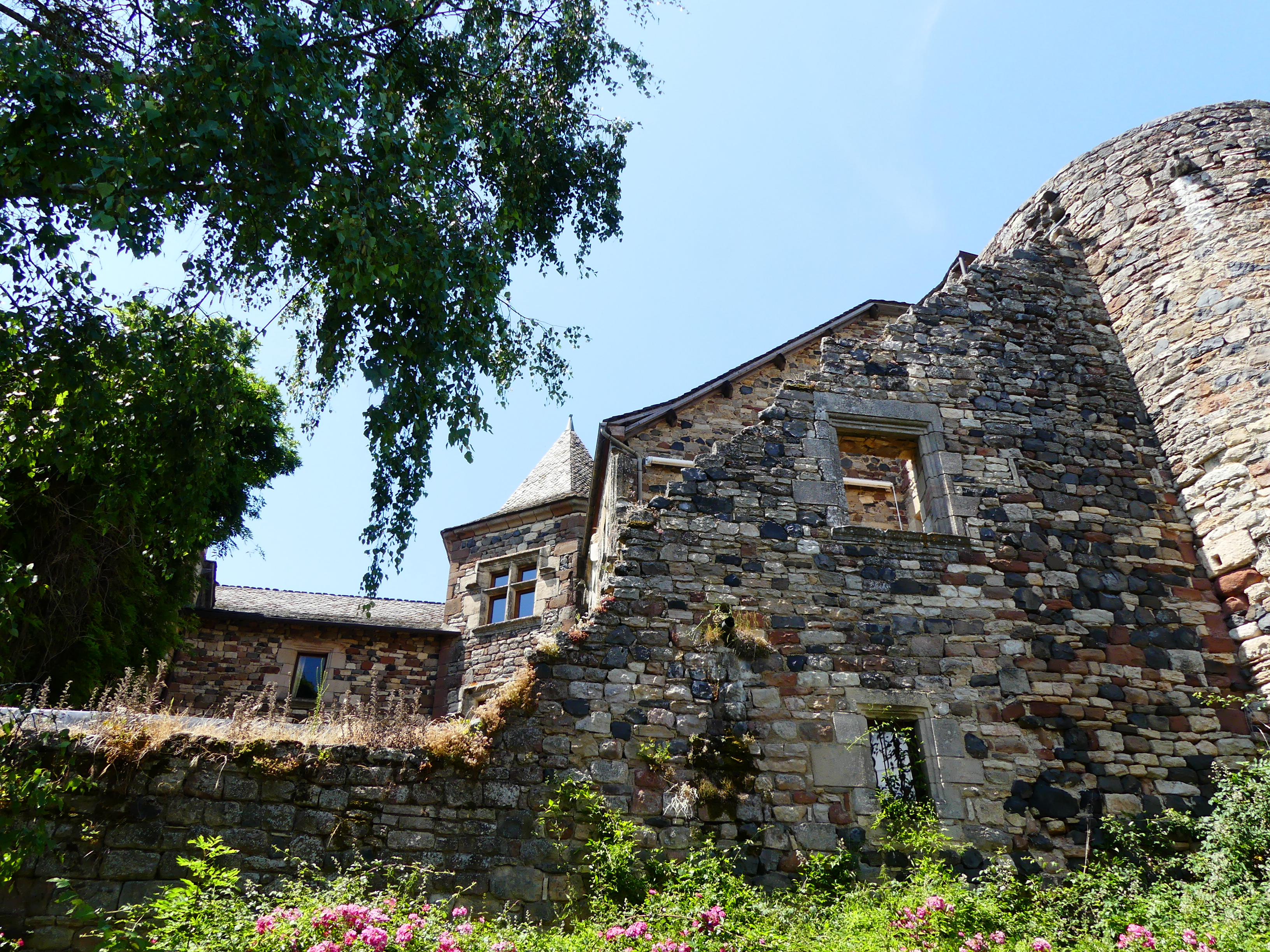
Burgruine Roquelaure

## Persönlichkeiten
- Armand de Roquelaure (1721–1818), Bischof von Senlis (1754–1801), Erzbischof von Malines (1802–1808)
- Clément Cabanettes (1851–1910), Unternehmer